# Austrophilus laticornis
Austrophilus laticornis är en tvåvingeart som först beskrevs av Jacques-Marie-Frangile Bigot 1883.  Austrophilus laticornis ingår i släktet Austrophilus och familjen blomflugor.
Artens utbredningsområde är Nya Kaledonien. Inga underarter finns listade i Catalogue of Life.